# 園佳也子
園 佳也子（その かやこ、1929年〈昭和4年〉10月7日 - 2010年〈平成22年〉7月27日）は、日本の女優。東京府（現・東京都）生まれ、大阪府大阪市天王寺区育ち。神戸女学院中学部・高等学部、神戸女学院大学文学部卒業。

## 人物・略歴
1953年、NHKの大阪放送劇団の聴講生になり、同局の『ボーナス』に出演し、テレビ草創期から活動。
芸名は、ジャズ喫茶やクラブ歌手として活動していた当時、同時期に活動していた歌手が「花園」「田園」など園の付く字の芸名を名乗っていた人が多かったことから「園」、佳也子はちょうどその当時読んでいた本の主人公の名から採った。
1960年には『水戸黄門 天下の大騒動』で映画デビュー。舞台も含めて多方面で名脇役として活躍。
1966年に活動拠点を東京に移し、1970年から放映された『細うで繁盛記』に仲居頭のお多福役で出演して人気を集めた。
1977年には東宝現代劇20周年記念舞台『ゆでたまご』で初主演舞台を踏む。
1970年代にはKINCHO（サッサ）のCMで話題となった。
2010年7月27日午後2時20分頃、自宅の風呂場で倒れているのを親族が発見し、心不全のために亡くなっていたことがわかった。80歳没。
女優として最後の出演となったのは2006年12月に新橋演舞場で上演された劇団新派公演による舞台『三婆』。それ以降は芸能活動はしていなかった。aRmaに権利者を捜索されている。
大阪市天王寺第五尋常小学校の同級生には、日本ユニセフ協会会長で、元文部大臣の赤松良子がいた。

## 主な出演

### 映画
- 水戸黄門 天下の大騒動（1960年、東映） - お時
- 幽霊五十三次（1961年、東映） - 雲刀自
- 次郎長三国志（1963年、東映） - 女中
- 現代インチキ物語 騙し屋（1964年、大映） - ムツコ
- 大殺陣（1964年、東映） - 立田川
- のれん一代 女侠（1966年、東映） - お春
- 可愛いくて凄い女（1966年、東映） - 堀江さと子
- 伊豆の踊子（1967年、東宝） - お時
- 男の勝負 仁王の刺青（1967年、東映） - おかつ
- 喜劇初詣列車（1968年、東映） - 春子
- 河内フーテン族（1968年、東宝） - お時
- やくざ渡り鳥 悪党稼業（1969年、日活） - 由紀江
- 私が棄てた女（1969年、日活） - 看護婦
- 喜劇 あゝ軍歌（1970年、松竹） - 松子
- ずべ公番長 夢は夜ひらく（1970年、東映） - 鎌子
- 不良番長シリーズ（東映）
  - 不良番長 暴走バギー団（1970年） - 若後家
  - 不良番長 口から出まかせ（1970年） - 五十嵐貴子
  - 不良番長 手八丁口八丁（1971年） - 秋子
- どですかでん（1970年、東宝） - くまん蜂の妻
- 未亡人ごろしの帝王（1971年、東映） - 鵜飼もとこ
- 喜劇 開運旅行（1971年、松竹） - 水野礼子
- 喜劇 女は男のふるさとヨ（1971年、松竹） - 村枝
- 銀蝶渡り鳥（1972年、東映） - 古川とめ
- 日本侠花伝（1973年、東宝） - ハル子
- ザ・ドリフターズのカモだ! 御用だ!（1975年、松竹） - 春代
- 正義だ! 味方だ! 全員集合!!（1975年、松竹） - 加藤敏江
- トラック野郎・爆走一番星（1975年、東映） - ドライブインの女将・蝶子
- 新どぶ川学級（1976年、日活） - 加東伸子
- 喜劇役者たち 九八とゲイブル（1978年、松竹） - ラビアンローズ
- 博多っ子純情（1978年、松竹） - バーのママ・千草
- 男はつらいよ 寅次郎かもめ歌（1980年、松竹） - すみれの母
- 陽暉楼（1983年、東映） - お峯
- 地平線（1984年、松竹） - タエ
- 伽椰子のために（1984年、エキプド・シネマ） - 松本トシ
- 櫂（1985年、東映） - 里江
- 吉原炎上（1987年、東映） - おちか
- メロドラマ（1988年、シネ・ロッポニカ） - 楊麗芳
- Mr.レディー 夜明けのシンデレラ（1990年、東宝） - 恵美
- 学校（1993年、松竹） - イノの叔母さん

### バラエティ
- 霊感ヤマカン第六感 (1983年、朝日放送)
- らくごのご（1995年、朝日放送）

### テレビドラマ
- やりくりアパート（1958年 - 1960年、OTV → 朝日放送）
- 部長刑事（朝日放送）
  - 第4話「五時間後の被害者」（1958年）
  - 第22話「女はそれを知らない」（1959年）
  - 第50話「狙われた処女」（1959年）
  - 第63話「目下待機中」（1959年）
  - 第72話「闇から抜け出せ」（1960年）
- 夜の十時劇場 / 青春の深き渕より（1960年、関西テレビ） - ※映像が現存する
- ナショナル日曜観劇会 / 釜ヶ崎（1961年、朝日放送）※芸術祭大賞、映像が現存する
- 東芝日曜劇場（TBS） 
  - 天国の父ちゃんこんにちは（1966年 - 1978年）
  - 女たち（1978年11月5日） - 野々村フサ
- 銭形平次（フジテレビ）
  - ※レギュラー（1967年 - 1970年） - お民
  - 第577話「女親分と五人の子供」（1977年） - お松
- こりゃまた結構（1967年、TBS）
- 細うで繁盛記（1970年 - 1971年、よみうりテレビ） - お多福（節江）
- ザ・ガードマン 第308話「結婚サギ師・責任とってもらいます」（1971年、TBS）
- ターゲットメン 第7話「真珠湾沖大海戦」（1971年、NET）
- 気になる嫁さん（1971年 - 1972年、日本テレビ / ユニオン映画）
- 大岡越前（TBS / C.A.L）
  - 第3部 第26話「悪の報酬」（1972年12月11日） - お文
  - 第11部 第25話「渡る世間に鬼はない」（1990年10月8日） - おかや
- まんまる四角（1973年、TBS） - 道子
- ありがとう 第3シリーズ（1973年 - 1974年、TBS） - 熊取乙美
- 顔で笑って （TBS / 大映テレビ） - 富田好子
  - 第11話「結婚ノイローゼ」（1973年）
  - 第22話「意地悪おばさんの恋」（1974年）
  - 第23話「母の秘密」（1974年）
  - 第26話「やっと結婚おめでとう」（1974年）
- 冬の中に （1974年、TBS）
- 求婚旅行（1974年4月、日本テレビ）
- 銀河テレビ小説 / お元気ですか（1974年、NHK総合）
- 高校教師 第13話「恐るべき不良少女」（1974年、12ch） - 大森社長
- 夜明けの刑事（1974年 - 1977年、TBS / 大映テレビ）
  - 第7話「お母ちゃんのお手柄」（1974年）
  - 第41話「人妻をねらう狼！」（1975年）　- 洋食レストランの店主・大山の妻
  - 第69話「殺したいほど憎いやつ!!」（1976年） - 熊谷百合子
- はじめまして （1975年、TBS）
- 伝七捕物帳（日本テレビ / ユニオン映画） 
  - 第80話「むすぶ情の夫婦そば」（1975年） -お菊
  - 第152話「哭いた川面の夫婦鳥」（1977年） - おらく
- 伝七捕物帳（テレビ朝日 / 国際放映）
  - 第9話「供養三味線」（1979年）
- 赤い疑惑 （1975年、TBS / 大映テレビ）
- かあちゃんの詩 （1978年、TBS）
- たんぽぽ 第4シリーズ（1976年、日本テレビ）
- 非情のライセンス 第2シリーズ 第79話「兇悪の道しるべ」（1976年、NET） - 久保政子
- 新・二人の事件簿 暁に駆ける!（1976年 - 1977年、朝日放送） - 君島志津子
- 女の家庭 （1977年、TBS）
- 赤い衝撃 第17話「母の殺人」（1977年、TBS / 大映テレビ）　- 印刷屋の従業員
- 達磨大助事件帳 第1話「唄祭り姉妹しぐれ」（1977年、テレビ朝日 / 前進座 / 国際放映） - おとき
- 赤い絆（1977年、TBS / 大映テレビ） - 小島よね
- 三婆（1977年、CBC）
- 女たち（1978年、TBS）
- 道 （1978年、TBS）
- あすなろの詩（1978年、日本テレビ）
- 装いの街 （1979年、TBS）
- 五年目よ、あなた （1979年、TBS）
- 俺たちは天使だ! 第20話「運が良ければ別れも愉し」（1979年、日本テレビ） - 坂田タマ
- 土曜ドラマ（NHK総合）
  - 離婚（1980年） - 久子
- 特別編必殺仕事人 恐怖の大仕事 水戸・尾張・紀伊（1981年、朝日放送） - OPナレーション（大阪育ちであるため大阪弁で担当）
- 和宮様御留（1981年、フジテレビ） - 庭田嗣子
- 平岩弓枝ドラマシリーズ / 女の座（1981年、フジテレビ）
- 大江戸捜査網 第483話「遊女が見た幸せの夢」（1981年、テレビ東京） - おはま
- おてんば宇宙人（1981年、日本テレビ） - 河口さえ
- 大奥 第35話「運の悪い女たち」・第36話「密会」（1983年、関西テレビ）－花園
- 木曜ゴールデンドラマ（よみうりテレビ）
  - 女系家族（1984年）
  - 体の中を風が吹く（1984年）
  - 幸せ、買いませんか（1991年）
  - 鉄窓の中の天使（1991年） - 斉藤素子
- 暴れん坊将軍II（テレビ朝日 / 東映）
  - 第56話「たらちねの恋の歌留多の乱れ舞い!」（1984年） - お万
  - 第160話「地獄行き、母が担いだ玉の輿!」（1986年） - あやめ
- 長七郎江戸日記（日本テレビ / ユニオン映画）
  - 第1シリーズ 第56話「母子武士道」（1985年）
  - 第2シリーズ 第27話「千切れ雲、縁の旅」（1988年） - お島
- 迷宮課刑事おみやさん（1985年、朝日放送） - 狩野タマ
- 六本木ダンディーおみやさん（1987年、朝日放送） - 狩野タマ
- 名奉行 遠山の金さん（テレビ朝日 / 東映）
  - 第2シリーズ 第14話「お目付け桜と姥ざくら」（1989年） - お島
  - 第5シリーズ 第2話「お婆ちゃんは見た」（1993年） - お杉
  - 第6シリーズ 第8話「上方女の真剣勝負」（1994年） - おぎん
  - 遠山の金さんVS女ねずみ 第8話「謎! 謎!! 白い肌の幽霊殺し」（1997年）
- 火曜スーパーワイド / 函館のおんな（1990年、朝日放送）
- ご主人を殺してあげます（1990年、テレビ朝日）
- さすらい刑事旅情編II 第15話「美人局サギ金融! 消えた一億円」（1990年、テレビ朝日）
- お江戸捕物日記 照姫七変化 第11話「富くじ犯科帳!」（1990年、フジテレビ / 東映）
- 代表取締役刑事 第3話「マダムと泥棒」（1990年、テレビ朝日）
- 平清盛（1992年、TBS） - 遊女屋の女将
- 連続テレビ小説 / おんなは度胸（1992年、NHK総合）
- オトコの居場所（1994年、TBS） - 後藤櫻子
- 江戸の用心棒 第1シリーズ 第4話「金貸し婆の最期の一両」（1994年、日本テレビ） - おかね
- ドラマ新銀河 / レイコの歯医者さん（1996年、NHK総合）
- あしたは晴れる（1997年、TBS） - 加納悦子
- 大河ドラマ / 徳川慶喜（1998年、NHK総合） - 高部
- ママチャリ刑事 第7話「恐怖! 鎧武者の怨霊事件!!」（1999年、TBS）

### CM
- KINCHO「サッサ」

## 音楽

### シングル
| 発売日           | 面               | タイトル         | 作詞                    | 作曲             | 編曲             | 規格             | 規格品番         |
| テイチクレコード | テイチクレコード | テイチクレコード | テイチクレコード        | テイチクレコード | テイチクレコード | テイチクレコード | テイチクレコード |
| ---------------- | ---------------- | ---------------- | ----------------------- | ---------------- | ---------------- | ---------------- | ---------------- |
| 1978年           | A                | 大阪おんな       | 岩城健治                | 水上雅夫         | 滝野カオル       | EP               | RS-116           |
| 1978年           | B                | ゆでたまご       | 遠藤公堂 原作: 小幡欣治 | 水上雅夫         | 滝野カオル       | EP               | RS-116           |

### タイアップ一覧
| 曲名       | タイアップ                   | 収録作品               |
| ---------- | ---------------------------- | ---------------------- |
| ゆでたまご | 東宝現代劇『ゆでたまご』より | シングル「大阪おんな」 |